# James Holt (historien)
James Clarke Holt (26 avril 1922 – 9 avril 2014), également connu sous le nom de J. C. Holt et Jim Holt, est un historien médiéval britannique, connu notamment pour ses travaux sur la Magna Carta. Il est le troisième maître du Fitzwilliam College de Cambridge, en poste entre 1981 et 1988.

## Carrière
Après avoir étudié à la Bradford Grammar School, les études de Holt au Queen's College d'Oxford sont interrompues par son service militaire dans l'armée britannique, dont 14 mois dans le nord-ouest de l'Europe en 1944-1945. De retour au Queen's College en 1945, il obtient son diplôme avec mention très bien en histoire en 1947, puis obtient son doctorat avec une thèse intitulée The "Northern" Barons Under John en 1952, au Merton College d'Oxford.
Il occupe les postes de maître de conférences (1949-1962) puis de professeur d'histoire médiévale (1962-1965) à l'Université de Nottingham, de professeur d'histoire à l'Université de Reading (1965-1978) et de professeur d'histoire médiévale à l'Université de Cambridge de 1978 jusqu'à sa retraite en 1988. De 1981 à 1988, il est directeur du Fitzwilliam College.
Il est membre du conseil d'administration de l'école d'Abingdon de 1969 à 1979.
Holt devient membre de la British Academy en 1978 et en est le vice-président de 1987 à 1989, est président de la Royal Historical Society (1981-1985) et est fait chevalier pour son travail d'historien.
Il est décédé le 9 avril 2014, à l'âge de 91 ans.

## Recherches

### Magna Carta
Holt s'est fait connaître grâce au livre Magna Carta, paru dans son édition originale en 1965. Dans cet ouvrage, il traite de la grande charte dans le contexte du cadre politique de son époque. La deuxième édition est publiée en 1992. Holt conserve la structure thématique, même s'il a envisagé de réviser l'ouvrage sous forme de commentaire clause par clause. De nouvelles annexes sont ajoutées pour la deuxième édition, et les précédentes sont développées.
L’un des aspects les plus remarquables du travail de Holt sur la Magna Carta est son attention portée aux événements survenus en Europe continentale. Plusieurs études entreprises après la publication de la deuxième édition approfondissent les troubles entre Jean et le pape Innocent III, notamment la Croisade des albigeois. L'analyse originale de Holt note des similitudes entre le Statut de Pamiers et la Magna Carta, mais reste prudente et peu disposée à revendiquer une influence directe. George Garnett et John Hudson écrivent dans l'introduction de la troisième édition qu'« on peut esquisser un tableau de liens plus étroits entre la croisade et les développements en Angleterre ». Plusieurs des adversaires de Jean en Angleterre sont liés à la Croisade. Le frère de Étienne Langton, Walter Langton, et Hugh de Lacy ont combattu aux côtés de Simon de Montfort pendant la croisade des Albigeois en Languedoc. Le chef baronial Robert Fitz Walter s'enfuit en France en 1212 où il reçoit le titre de « Maréchal de l'Armée de Dieu et de la Sainte Église en Angleterre ». Holt a initialement qualifié le titre d'« imposant », mais l'a changé dans la deuxième édition en « vaniteux et séditieux ».

### Publications
- The Northerners: A Study in the Reign of King John, (1961) [1]
- Magna Carta, (1965)
- What's in a Name? Family Nomenclature and the Norman Conquest. (La conférence Stenton 1981). Université de Reading, 1982.
- Robin Hood, (Londres, 1982)
- Magna Carta and Medieval Government, (1985)
- Foundations for the Future: The University of Cambridge, (1995)
- Colonial England,, 1066–1215, (1997)
- Magna Carta (Cambridge, 2015)